# San Salvador (Bahamy)
San Salvador, San Salvador Island, znana także jako Watling Island – jedna z wysp tworzących archipelag Wysp Bahama. Watling była oficjalną nazwą wyspy do 1925 roku, kiedy to oficjalnie przeniesiono na nią nazwę San Salvador. Dotychczasowa wyspa San Salvador jest od tego momentu znana jako Cat Island. Uważano (zwłaszcza Samuel Eliot Morison i James Murdock), że opis Guanahani – miejsca, w którym Krzysztof Kolumb wylądował w Ameryce 12 października 1492 – bardziej odpowiada Watling.
W roku 1986 badacze National Geographic Society uznali, że najbardziej prawdopodobnym miejscem pierwszego lądowania Kolumba jest wyspa Samana Cay (hiszp. Cayo Samaná).
Na wyspie znajduje się port lotniczy San Salvador.
Dobrze rozwinięte rybołówstwo oraz turystyka.